# O Que É Isso, Companheiro? (filme)
O Que É Isso, Companheiro? é um filme brasileiro de 1997, dirigido por Bruno Barreto, com roteiro parcialmente baseado no livro homônimo de Fernando Gabeira, escrito em 1979. Produzido por Luiz Carlos Barreto, é estrelado por Pedro Cardoso e Fernanda Torres.
Lançado nos Estados Unidos com o título de Four Days in September, concorreu ao Oscar de melhor filme estrangeiro daquele ano.

## Sinopse
O enredo conta, com diversas licenças ficcionais, a história verídica do sequestro do embaixador dos Estados Unidos no Brasil, Charles Burke Elbrick, em setembro de 1969, por integrantes dos grupos guerrilheiros de esquerda MR-8 e Ação Libertadora Nacional, que lutavam contra o regime militar instaurado no país em 1964.
Alguns nomes dos personagens ligados à guerrilha foram trocados em relação a seus nomes verdadeiros no livro e na vida real.

## Elenco
- Pedro Cardoso como Paulo / Fernando Gabeira
- Fernanda Torres como Maria / Maria Augusta Carneiro Ribeiro
- Alan Arkin como Charles Burke Elbrick
- Selton Mello como Oswaldo / Vladimir Palmeira
- Fernanda Montenegro como Margarida / Elba Souto-Maior
- Matheus Nachtergaele como Jonas / Virgílio Gomes da Silva
- Luiz Fernando Guimarães como Marcão / Franklin Martins
- Cláudia Abreu como Renée / Vera Sílvia Magalhães
- Caio Junqueira como Júlio / Cid Benjamin
- Nélson Dantas como Toledo / Joaquim Câmara Ferreira
- Eduardo Moscovis como Artur
- Marco Ricca como Henrique
- Maurício Gonçalves como Brandão
- Alessandra Negrini como Lília
- Fisher Stevens como Mowinckel
- Caroline Kava como Elvira Elbrick

## Produção
O filme é "vagamente baseado" nas memórias de 1979 O Que É Isso, Companheiro?, escrito pelo político Fernando Gabeira. Em 1969, como membro do Movimento Revolucionário 8 de Outubro (MR-8), um grupo de estudantes guerrilheiros, ele participou do sequestro do embaixador dos Estados Unidos no Brasil, negociando para obter a libertação de presos políticos de esquerda. O MR-8 protestava contra a recente conquista do Brasil por um governo militar e buscava a libertação de presos políticos. Porém, os militares aumentaram a repressão à dissidência, membros do MR-8 e ALN foram torturados pela polícia e a democracia não foi restabelecida no Brasil até 1985.
Gabeira mais tarde tornou-se jornalista e político, eleito deputado federal pelo Partido Verde.

## Recepção
O filme teve críticas mistas, em parte por causa de sua história brasileira ficcional, e seu retrato desconfortável de atividades terroristas por radicais estudantes. Stephen Holden, do The New York Times, escreveu: "O Que É Isso, Companheiro? é um híbrido inquietante de suspense político e meditação elevada sobre terrorismo, sua psicologia e suas consequências." Observou que o filme sugere que o sequestro foi seguido por piores eventos políticos, com aumento da repressão e tortura de membros do MR-8, descrevendo o papel de Pedro Cardoso como o personagem mais complexo.
Roger Ebert deu ao filme duas estrelas, dizendo que foi marcado por uma "tristeza silenciosa" e que "o filme examina a maneira como os idealistas ingênuos assumiram mais do que podiam suportar". Ele sugere que o filme tenta humanizar os dois lados, mas parece confuso. Ebert escreve: "O ponto de vista é o de um homem de meia-idade que não entende mais por que, quando jovem, tinha tanta certeza de coisas que agora parecem tão intrigantes."

## Prêmios e indicações
| Ano  | Premiação                                  | Categoria                                 | Nomeações                         | Resultado | Ref.  |
| ---- | ------------------------------------------ | ----------------------------------------- | --------------------------------- | --------- | ----- |
| 1997 | American Film Institute                    | Prêmio do Público - Melhor Longa Metragem | Bruno Barreto                     | Venceu    | [ 4 ] |
| 1997 | Festival Internacional de Cinema de Berlim | Urso de Ouro de Melhor Filme              | Urso de Ouro de Melhor Filme      | Indicado  | [ 5 ] |
| 1997 | Semana Internacional de Cine de Valladolid | Golden Spike                              | Bruno Barreto                     | Indicado  |       |
| 1998 | Academy Awards                             | Óscar de Melhor Filme Estrangeiro         | Óscar de Melhor Filme Estrangeiro | Indicado  | [ 6 ] |
| 1998 | Prêmio Guarani de Cinema Brasileiro        | Melhor Filme                              | Melhor Filme                      | Venceu    | [ 7 ] |
| 1998 | Prêmio Guarani de Cinema Brasileiro        | Melhor Direção                            | Bruno Barreto                     | Venceu    | [ 7 ] |
| 1998 | Prêmio Guarani de Cinema Brasileiro        | Melhor Ator                               | Pedro Cardoso                     | Indicado  | [ 7 ] |
| 1998 | Prêmio Guarani de Cinema Brasileiro        | Melhor Atriz                              | Fernanda Torres                   | Indicado  | [ 7 ] |
| 1998 | Prêmio Guarani de Cinema Brasileiro        | Melhor Ator Coadjuvante                   | Matheus Nachtergaele              | Venceu    | [ 7 ] |
| 1998 | Prêmio Guarani de Cinema Brasileiro        | Melhor Atriz Coadjuvante                  | Cláudia Abreu                     | Indicado  | [ 7 ] |
| 1998 | Prêmio Guarani de Cinema Brasileiro        | Melhor Roteiro                            | Leopoldo Serran                   | Venceu    | [ 7 ] |
| 1998 | Prêmio Guarani de Cinema Brasileiro        | Melhor Figurino                           | Emília Ducan                      | Indicado  | [ 7 ] |
| 1998 | Prêmio Guarani de Cinema Brasileiro        | Melhor Trilha Sonora                      | Stewart Copelan                   | Indicado  | [ 7 ] |
| 1999 | Sociedade de Cinema Político               | Prêmio PFS - Democracia                   | —                                 | Venceu    |       |
| 1999 | Sociedade de Cinema Político               | Prêmio PFS - Exposé                       | —                                 | Indicado  |       |